# George Gaylord Simpson
George Gaylord Simpson (Chicago, 16 de juny del 1902 – Tucson, 6 d'octubre del 1984) fou un paleontòleg estatunidenc. Era expert en els mamífers extints i en les seves migracions intercontinentals, amb èmfasi en els mamífers de Sud-amèrica. Simpson fou un dels paleontòlegs més influent del segle xx i un contribuïdor important de la síntesi evolutiva moderna, participant-hi amb Tempo and Mode in Evolution (1944) i Principles of Classification and a Classification of Mammals (1945). Entre altres coses, destaca per haver predit conceptes com ara l'equilibri puntuat (en la seva obra del 1944; vegeu Evolució quàntica) i desmentint el mite que l'evolució dels èquids fou un procés lineal que culminà en l'Equus caballus d'avui en dia.
Fou catedràtic de Zoologia a la Universitat de Colúmbia i conservador del Departament de Geologia i Paleontologia del Museu Americà d'Història Natural entre el 1945 i el 1959. Fou conservador del Museu de Zoologia Comparada de la Universitat Harvard entre el 1959 i el 1970. La Societat Linneana de Londres el distingí amb la medalla Darwin-Wallace el 1958.

## Llibres
- Attending Marvels (1931)
- Mammals and Land Bridges (1940)
- Tempo and Mode in Evolution (1944)
- The Meaning of Evolution (1949)
- Horses (1951)
- Evolution and Geography (1953)
- The Major Features of Evolution (1953)
- Life: An Introduction to Biology (1957)
- Principles of Animal Taxonomy (1961)
- This View of Life (1964)
- The Geography of Evolution (1965)
- Penguins (1976)
- Concession to the Improbable (1978)
- Splendid Isolation (1980)
- The Dechronization of Sam Magruder (novel·la publicada pòstumament, 1996)